# Phêrô Nguyễn Văn Nhơn
Phêrô Nguyễn Văn Nhơn (sinh ngày 1 tháng 4 năm 1938) là một hồng y, giám mục Công giáo người Việt Nam. Ông hiện đảm nhận tước vị Hồng y Đẳng Linh mục Nhà thờ San Tommaso Apostolo, và nguyên là Tổng giám mục Tổng Giáo phận Hà Nội, Chủ tịch Hội đồng Giám mục Việt Nam và Giám mục chính tòa Giáo phận Đà Lạt. Khẩu hiệu giám mục là: "Ngài phải lớn lên". Ông có thể nói được các thứ tiếng như: tiếng Anh, tiếng Pháp và Latinh bên cạnh tiếng mẹ đẻ là tiếng Việt.
Hồng y Nguyễn Văn Nhơn sinh trưởng tại Đà Lạt. Sau quá trình tu học kéo dài, tháng 12 năm 1967, ông được truyền chức linh mục tại Đà Lạt. Trong thời kỳ linh mục, ông từng đảm nhiệm các chức vụ khác nhau như Giám đốc Đại chủng viện Minh Hòa Đà Lạt, Chánh xứ Nhà thờ chính tòa Đà Lạt và linh mục Tổng Đại diện giáo phận Đà Lạt.
Tháng 10 năm 1991, Tòa Thánh bổ nhiệm linh mục Nguyễn Văn Nhơn làm Giám mục phó Giáo phận Đà Lạt và lễ tấn phong đã được cử hành vào tháng 12 cùng năm. Ông kế nhiệm chức giám mục chính tòa Giáo phận Đà Lạt năm 1994.
Ngày 22 tháng 4 năm 2010, Tòa Thánh bổ nhiệm Giám mục Nguyễn Văn Nhơn làm Tổng giám mục Phó Tổng giáo phận Hà Nội với quyền kế vị. Quyết định này làm giáo dân có nhiều bất mãn trong bối cảnh chính quyền Việt Nam đụng độ với Tổng giám mục Giuse Ngô Quang Kiệt trong một loạt tranh chấp. Ngày 7 tháng 5, ông chính thức nhậm chức Tổng giám mục Phó Hà Nội. Ngày 13 tháng 5, Toà Thánh chấp thuận đơn từ chức của Tổng giám mục Kiệt, Tổng giám mục phó Nguyễn Văn Nhơn kế vị chức Tổng giám mục Hà Nội, với thời gian làm Tổng giám mục Phó ngắn ngủi ba tuần, thực tế chỉ kéo dài chưa đầy một tuần lễ. Ngày 29 tháng 6 năm 2010, Tổng giám mục Nhơn tham dự lễ nhận dây pallium từ Giáo hoàng Biển Đức XVI.
Đầu tháng 1 năm 2015, Tổng giám mục Nguyễn Văn Nhơn được Giáo hoàng Phanxicô thăng tước vị Hồng y và các nghi thức nhận tước vị được cử hành vào ngày 14 tháng 2. Ngày 13 tháng 4 cùng năm, tân hồng y được bổ nhiệm làm thành viên của Bộ Truyền giáo và Hội đồng Toà thánh Công lý – Hòa Bình. Ngày 1 tháng 4 năm 2018, Hồng y Nhơn tròn 80 tuổi, mất quyền bầu chọn giáo hoàng trong Mật nghị Hồng y. Ngày 17 tháng 11 năm 2018, Tòa Thánh chấp thuận đơn xin từ nhiệm của Hồng y Nhơn vì lý do tuổi tác, đồng thời chọn Giám mục Giuse Vũ Văn Thiên kế vị chức Tổng giám mục Hà Nội.

## Thân thế và tu tập
Hồng y Nguyễn Văn Nhơn sinh ngày 1 tháng 4 năm 1938 tại Đà Lạt trong một gia đình có truyền thống Công giáo lâu đời, và có nhà nằm ngay cạnh giáo xứ Thánh Nicôla Đà Lạt. Gốc gia đình di cư từ giáo xứ An Truyền, xã Phú An, huyện Phú Vang, tỉnh Thừa Thiên – Huế, thuộc Tổng giáo phận Huế. Cậu bé Nguyễn Văn Nhơn đã chịu phép Rửa tội sau đó vào ngày 12 tháng 4 cùng năm. Song thân là ông Tađêô Nguyễn Văn Sang (qua đời năm 1983) và bà Maria Mađalêna Nguyễn Thị Vàng (qua đời năm 1982). Cha mẹ ông có sáu người con: 3 trai và 3 gái, trong số đó đã có ba người trong số đó đã đi theo con đường tu tập, gồm có 2 chị và ông. Hai nữ tu sĩ là chị ông là nữ tu Marie Thánh Thể Nguyễn Thị Thọ (sinh năm 1923, mất năm 2016), thuộc Đan viện Cát Minh Sài Gòn, Bề trên tại đây từ năm 1971–1974 và 1977–1980 và Nữ tu Maria Claire thuộc Dòng Thánh Phaolô, qua đời năm 1992. Năm 1958, song thân ông nhận Huân chương Hiệp sĩ của Tòa Thánh.
Ngày 26 tháng 10 năm 1949, cậu bé Nguyễn Văn Nhơn rời Đà Lạt nhập học Tiểu chủng viện Thánh Giuse Sài Gòn bằng một chuyến xe lửa trên hành trình 300 km và nhiều nguy hiểm do hoàn cảnh chiến sự. Trong thời gian này, năm 1956, chủng sinh Nguyễn Văn Nhơn thoát chết sau chuyến đi chơi biển của Chủng viện tại Nước Ngọt, Đất Đỏ. Trong biến cố này, cậu Nhơn là một trong bốn chủng sinh bị nước nhấn chìm và là một trong hai chủng sinh bị bất tỉnh (người còn lại qua đời trong biến cố). Giám thị Lê Minh Châu là người đã hô hấp nhân tạo và cứu sống cậu.
Sau khi tốt nghiệp tiểu chủng viện, để tiếp tục con đường tu học, chủng sinh Nhơn nhập học tại Giáo hoàng Học viện Thánh Piô X Đà Lạt, là một trong số những chủng sinh khóa đầu của học viện này (1958–1968). Ông hoàn tất chương trình học tại đây năm 1968.

## Linh mục
Ngày 21 tháng 12 năm 1967, Phó tế Phêrô Nguyễn Văn Nhơn được truyền chức linh mục tại giáo phận Đà Lạt, bởi giám mục giáo phận là Simon Hòa Nguyễn Văn Hiền. Sau khi được truyền chức, tân linh mục được bổ nhiệm làm Giáo sư Tiểu chủng viện Đà Lạt. Năm 1972, linh mục Nhơn được chọn làm Giám đốc Đại chủng viện Minh Hòa Đà Lạt và giữ chức vụ này đến ngày 1 tháng 4 năm 1975, khi ông được bổ nhiệm giữ chức vụ mới là linh mục Chánh xứ của Nhà thờ chính tòa Đà Lạt. Sau đó ít tháng, ngày 10 tháng 9 cùng năm, linh mục Nhơn tiếp tục được chọn làm linh mục Tổng đại diện Giáo phận Đà Lạt.

## Giám mục

### Giám mục Phó Đà Lạt
Ngày 11 tháng 10 năm 1991, Tòa Thánh loan tin Giáo hoàng đã tuyển chọn linh mục Phêrô Nguyễn Văn Nhơn làm giám mục, cụ thể bổ nhiệm làm Giám mục Phó Giáo phận Đà Lạt với quyền kế vị Giám mục Bartôlômêô Nguyễn Sơn Lâm. Tin tức được chính thức công bố tại Việt Nam vào ngày 19 tháng 10 cùng năm. Sự bổ nhiệm này có sự chấp thuận của chính quyền Việt Nam. Sau đó, ngày 3 tháng 12 cùng năm, lễ tấn phong cho tân giám mục Nhơn được cử hành Đà Lạt. Chủ phong cho vị tân giám mục là Giám mục Bartôlômêô Nguyễn Sơn Lâm, giám mục chính tòa Đà Lạt. Hai vị giám mục còn lại, với vai trò phụ phong, gồm Giám mục Phaolô Nguyễn Văn Hòa, giám mục chính tòa Giáo phận Nha Trang và Giám mục Nicôla Huỳnh Văn Nghi, giám mục Giáo phận Phan Thiết. Tân giám mục chọn khẩu hiệu: Ngài phải lớn lên (Illum Oportet Crescere).

### Giám mục chính tòa Đà Lạt

Huy hiệu Giám mục Nguyễn Văn Nhơn tại Giáo phận Đà Lạt

Đến ngày 23 tháng 3 năm 1994, giám mục Nguyễn Văn Nhơn kế nhiệm chức giám mục chính tòa Giáo phận Đà Lạt, kế nhiệm giám mục tiền nhiệm là Bartôlômêô Nguyễn Sơn Lâm được Tòa Thánh chọn làm Giám mục chính tòa Giáo phận Thanh Hóa. Thực tế thì Giám mục Lâm còn ở Đà Lạt đến trung tuần tháng 6 năm 1994 trước khi ra nhận Giáo phận Thanh Hóa ngày 24 tháng 6 cùng năm.
Năm 1998, giám mục Nguyễn Văn Nhơn tham gia Thượng Hội đồng Giám mục Á châu và có phát biểu tại đây vào ngày 24 tháng 4: Với một cảm nhận tín ngưỡng "bẩm sinh" và với cuộc sống liên lỉ trong mối lo sợ bị các ác chúa và tà thần trừng phạt (nên họ cần phải dâng cúng những gì thuộc về mình để làm nguôi cơn giận của các vị), thành phần những con người tốt lành của chúng ta đó, một khi được học hỏi để nhận biết Thiên Chúa tối cao và thương xót, là Người Cha và là Đấng Bênh Đỡ, liền gắn chặt với Chúa và vĩnh viễn trung thành với Người
Ngày 20 tháng 5 năm 1999, Giám mục Nguyễn Văn Nhơn tham dự nghi thức truyền chức giám mục với vai trò phụ phong trong lễ truyền chức Tân giám mục Giáo phận Mỹ Tho Phaolô Bùi Văn Đọc, vốn trước đó linh mục này kế nhiệm ông trong các công tác giám đốc đại chủng viện Minh Hòa, chính xứ nhà thờ chính tòa Đà Lạt cũng như Tổng đại diện Giáo phận. Từ ngày 26 tháng 6 đến ngày 15 tháng 8 năm 2000, giám mục Nhơn công du Hoa Kỳ với nội dung chính là giao lưu và gặp gỡ với cac tu sĩ Tu Hội Tận Hiến tại Baton Rouge, tiểu bang Louisiana, nhân dịp Tu hội này kỷ niệm 25 năm hoạt động tại Hoa Kỳ. Các công tác khác bao gồm thăm các cựu chủng sinh Simon Hòa giáo phận Đà Lạt và Hội Ái hữu Đà Lạt. Rời Hoa Kỳ, giám mục Nhơn thăm Đài Bắc trong vòng 3 ngày, theo lời mời của Tổng giám mục đô thành Tổng giáo phận Đài Bắc Giuse Địch Cương.
Tháng 9 năm 2000, lũ lụt xảy ra tại các giáo phận Nam Bộ được coi là nặng nề nhất tại vùng đồng bằng sông Cửu Long trong 40 năm, trong đó có giáo phận Long Xuyên, giáo phận Mỹ Tho, giám mục Nhơn ra văn thư kêu gọi các thành phần trong giáo phận Đà Lạt cầu nguyện cho nạn nhân vùng lũ lụt; hưởng ứng các kêu gọi cứu trợ của địa phương và dành bổng lễ góp phần cứu trợ do Tòa giám mục Đà Lạt đến các giáo phận bị thiệt hại. Ngoài kêu gọi, giám mục Nhơn đích thân cùng với giám mục Mỹ Tho Phaolô Bùi Văn Đọc đi xuồng đến cứu trợ các nạn nhân lũ lụt.
Nhân dịp kỷ niệm 40 năm thiết lập Giáo phận, giám mục Đà Lạt Nguyễn Văn Nhơn ra thư mục vụ, điểm nhắc lại các sự kiện chính yếu của giáo phận và dặn dò các thành phần giáo phận chu toàn chuẩn bị cho Năm Thánh giáo phận sắp đến. Văn thư ấn ký ngày 17 tháng 11 năm 2000. Một tuần sau đó, ngày 24 tháng 11, giám mục Nhơn cử hành Khai mạc Năm Thánh giáo phận Đà Lạt, đồng thời phong chức cho 3 linh mục.
Trong thời gian làm Giám mục Đà Lạt, giám mục Nhơn thường dành ra các khoảng thời gian trống dịp Tết Nguyên Đán để đến chúc tết các giáo dân tại vùng kinh tế mới cũng như người dân tộc. Về vấn đề mục vụ, giám mục Nhơn đặc biệt quan tâm đến giới trẻ, đồng hành cùng gia đình và các dân tộc thiểu số, như lời hứa sau lễ tấn phong giám mục. Tháng 10 năm 2001, giám mục Nguyễn Văn Nhơn tham dự với tư cách chủ tọa trong lễ tạ ơn của Tân giám mục Giuse Hoàng Văn Tiệm tại Nhà thờ chính tòa Đà Lạt. Tân giám mục Tiệm xuất thân là linh mục giáo phận Đà Lạt.
Trong tháng 1 năm 2002, từ ngày 14 đến 23 tháng 1, giám mục Nguyễn Văn Nhơn thuộc đoàn các giám mục Việt Nam thực hiện chuyến viếng thăm Ad Limina. Tại đây đoàn đã tiếp kiến Giáo hoàng Gioan Phaolô II trong ba lần. Sau chuyến đi Ad Limina, giám mục Nhơn trở về Việt Nam ngày 29 tháng 1 và đến Đà Lạt ngày 1 tháng 2. Nhân dịp này, giám mục Nhơn cử hành nghi thức làm phép Chén Thánh và Dĩa Thánh giáo hoàng đã trao tặng cho ông. Ngày 16 tháng 2 năm 2002, giám mục Nguyễn Văn Nhơn cử hành nghi thức làm phép Nhà Hài Cốt, nằm dưới chân tháp chuông nhà thờ chính tòa Đà Lạt. Hồng y Phanxicô Xaviê Nguyễn Văn Thuận qua đời tại Rôma ngày 16 tháng 9 năm 2002. Với tinh thần hiệp thông, giám mục Nguyễn Văn Nhơn đã tổ chức lễ cầu hồn cho cố hồng y tại Nhà thờ chính tòa Đà Lạt.
Ngày 15 tháng 12 năm 2005, tại Nhà thờ chính tòa Đà Lạt, ông tham dự với tư cách giám mục phụ phong trong lễ Tấn phong Giám mục Giuse Võ Đức Minh, tân giám mục Phó Giáo phận Nha Trang, vốn xuất thân là linh mục vốn thuộc Giáo phận Đà Lạt với vai trò linh mục chính xứ giáo xứ chính tòa Đà Lạt. Giám mục chủ phong là Giám mục Phaolô Nguyễn Văn Hòa, Giám mục Giáo phận Nha Trang, Chủ tịch Hội đồng Giám mục Việt Nam khóa IX, cùng phụ phong với giám mục Nhơn là Giám mục chính tòa Giáo phận Mỹ Tho Phaolô Bùi Văn Đọc.
Nhân vụ việc tình hình Vụ tranh chấp Tòa Khâm sứ cũ tại Hà Nội có nhiều diễn biến phức tạp, và Tổng giám mục Hà Nội Giuse Ngô Quang Kiệt có phát ngôn bị cắt xén vào ngày 20 tháng 9 năm 2008, ngày 1 tháng 10, phái đoàn Hội đồng Giám mục Việt Nam do Giám mục Nguyễn Văn Nhơn dẫn đầu, cùng với 3 giám mục khác: Đại diện Giáo tỉnh Hà Nội là Giám mục Antôn Vũ Huy Chương, giám mục chính tòa Giáo phận Hưng Hóa, đại diện Giáo tỉnh Huế là Tổng giám mục Tổng giáo phận Huế Stêphanô Nguyễn Như Thể và đại diện Giáo tỉnh Sài Gòn là Hồng y – Tổng giám mục Tổng giáo phận Thành phố Hồ Chí Minh Gioan Baotixita Phạm Minh Mẫn đã có cuộc hội kiến với Thủ tướng Nguyễn Tấn Dũng vào ngày 1 tháng 10 cùng năm. Văn thư số 1437/UBND–NC ngày 23 tháng 9 của Chủ tịch Ủy ban nhân dân thành phố Hà Nội Nguyễn Thế Thảo tới Hội đồng Giám mục Việt Nam với nội dung đề nghị thuyên chuyển Tổng giám mục Ngô Quang Kiệt ra khỏi Hà Nội và đề nghị Hội đồng giám mục Việt Nam xử lí nghiêm minh theo quy định Giáo hội với Tổng giám mục Ngô Quang Kiệt, linh mục Vũ Khởi Phụng, các giáo sĩ Nguyễn Văn Khải, Nguyễn Văn Thật, Nguyễn Nam Phong. Phản hồi văn thư, Hội đồng giám mục Việt Nam soạn thảo thư hồi đáp do Chủ tịch Hội đồng Nguyễn Văn Nhơn ấn ký, ghi rõ: chúng tôi thấy các vị này không làm bất cứ điều gì ngược lại giáo luật hiện hành của Giáo hội Công giáo.

## Tổng giám mục Hà Nội
Ngày 22 tháng 4 năm 2010, Tòa Thánh bổ nhiệm Giám mục Phêrô Nguyễn Văn Nhơn, hiện đang là Giám mục Giáo phận Đà Lạt, Chủ tịch Hội đồng Giám mục Việt Nam làm Tổng giám mục Phó Tổng giáo phận Hà Nội với quyền kế vị làm giáo dân có nhiều bất mãn. Khi nhận được câu hỏi liệu Vatican có thay thế Tổng giám mục Giuse Ngô Quang Kiệt trong sứ vụ Tổng giám mục Hà Nội, Tổng Giám mục Kiệt trả lời:
| “ | Giám mục đương kim Chủ tịch Hội đồng Giám mục Việt Nam là bậc đáng kính hoàn toàn xứng đáng nhiệm vụ Tổng giám mục... Tuy nhiên chúng ta đã biết quá trình bổ nhiệm một giám mục khá phức tạp phải thông qua nhiều bước... Một điều khá dễ hiểu, Tòa Thánh không thể nào làm một việc vô lý là bổ nhiệm Tổng giám mục trong khi Tổng giám mục đương nhiệm vẫn còn đó. | ” |

Ngày 6 tháng 5 năm 2010, ông từ Đà Lạt ra Hà Nội và về đến sân bay Nội Bài, trong chuyến bay còn có Giám mục phụ tá Hà Nội Lôrensô Chu Văn Minh, cùng các linh mục quản hạt Nam Định, Sơ Bề trên Dòng Mến Thánh Giá Hà Nội, Sơ Bề trên Địa hạt Hà Nội Dòng Thánh Phaolô đã vào đón ông ở Đà Lạt một ngày trước đó. Về phía giáo phận Đà Lạt còn có 11 linh mục tháp tùng ông. Đến tối, ông về tới Tòa Tổng giám mục Hà Nội. Đón ông tại Tòa Tổng giám mục có Tổng giám mục Giuse Ngô Quang Kiệt cùng đông đảo nam nữ tu sĩ, chủng sinh và giáo dân. Sau đó, ông cầu nguyện và gặp gỡ linh mục đoàn Giáo phận Hà Nội.
Sáng ngày 7 tháng 5 năm 2010, tại nhà thờ chính tòa Hà Nội thánh lễ ra mắt Phó tổng Giám mục giáo phận Hà Nội Phêrô Nguyễn Văn Nhơn đã được tổ chức trong sự lo ngại, giáo dân lo ngại sẽ có một sự thay đổi đối với vị giám mục giáo phận. Có một số giáo dân tập trung băng rôn khẩu hiệu hình ảnh Tổng Giám mục Giuse Ngô Quang Kiệt. Đồng tế thánh lễ có mặt rất nhiều Giám mục các giáo phận phía Bắc thuộc Giáo tỉnh Hà Nội Ngoài ra, còn có Giám mục Vinh Sơn Nguyễn Văn Bản, giám mục giáo phận Ban Mê Thuột đến Hà Nội giảng tĩnh tâm cho đoàn linh mục Hà Nội cũng tham dự. Đồng tế có hơn 150 linh mục từ các giáo xứ thuộc Tổng giáo phận Hà Nội, đặc biệt là một số linh mục đến từ Đà Lạt.
Trước buổi lễ, khi đoàn đồng tế tiến vào thánh đường đã có sự khác lạ, như lời của giáo dân là anh Hữu Vinh kể lại: "Thánh lễ hôm nay rất lạ là đoàn đồng tế lại đi cửa nách đi vào cho tới khi hết lễ lại theo cửa hậu đi ra cho nên giáo dân người ta rất bức xúc. Giáo dân căng cờ biểu ngữ hai bên đường đi ra vì thấy tránh nên họ lại căng biểu ngữ bên cửa nách, khi ấy thì đoàn đồng tế lại ra cửa sau..."

Huy hiệu TGM Phêrô Nguyễn Văn Nhơn

Giám mục Giuse Nguyễn Chí Linh, Phó chủ tịch Hội đồng Giám mục Việt Nam – Giám mục chính tòa Giáo phận Thanh Hoá khi chúc mừng ông trong cương vị mới đã nói rằng "Không thể phủ nhận được rằng việc bổ nhiệm này đã gây ra một số tranh cãi trong những ngày vừa qua. Có người bi quan cho đó là sai lầm của Toà Thánh Vatican, là dấu hiệu của một Hội đồng Giám mục Việt Nam đang bị phân hoá, bị khuynh loát, thậm chí là một trang sử buồn cho Giáo hội Việt Nam và cách riêng, cho Tổng giáo phận Hà Nội." Đây là lần đầu tiên trong lịch sử Giáo hội công giáo Việt Nam người ta được nghe một vị giám mục lên tiếng xác nhận một sự thật có liên quan đến quyết định của Tòa Thánh Vatican.
Ngày 13 tháng 5 năm 2010, Tòa Thánh chấp thuận đơn từ chức của tổng giám mục Giuse Ngô Quang Kiệt vì lý do sức khoẻ, chiếu theo khoản số 401 triệt 2 của Bộ Giáo luật nên ông đương nhiên kế vị. Tổng giám mục Giuse Ngô Quang Kiệt khẳng định ông từ chức mà không bị áp lực nào hết và chính ông đã xin Tòa Thánh cho nghỉ, mặc dù có dư luận cho rằng việc này ông bị áp lực của chính quyền Việt Nam, và có thể cũng của cả Vatican. Cùng ngày, Tổng giám mục Kiệt viết thư chia tay với giáo dân Hà Nội, trong thư có nhắc đến việc cộng tác với Tân Tổng giám mục Nguyễn Văn Nhơn:
| “ | ...Tôi tin, với lòng quảng đại vốn có, anh chị em sẽ chấp nhận một sự việc không còn có thể thay đổi được.... Một lần giã biệt, nói mấy cho vừa. Lời sau cùng của tôi là xin anh chị em hãy giữ gìn tình yêu thương hợp nhất...tôi tin chắc anh chị em sẽ yêu mến Đức cha Phêrô như đã yêu mến tôi và sẽ cộng tác với ngài như đã cộng tác với tôi. Ngài sẽ thay thế vị trí của tôi ở giữa cộng đoàn yêu thương của chúng ta, để mạch yêu thương không bao giờ đứt đoạn... | ” |

## Hồng y

### Công bố và chúc mừng
Ngày 4 tháng 1 năm 2015, Giáo hoàng Phanxicô loan báo tin vinh thăng cho 20 vị Hồng y mới từ nhiều quốc gia, trong số tân hồng y có Tổng giám mục Tổng giáo phận Hà Nội Phêrô Nguyễn Văn Nhơn. Một ngày sau đó, Toà Giám mục Hà Nội ra thông báo về việc này, trong thư này có đoạn: Đây là một vinh dự và niềm vui lớn lao không những cho Đức Tổng Giám mục Phêrô, mà còn cho Tổng Giáo phận Hà Nội, cho Hội Thánh tại Việt Nam và cho đất nước chúng ta. Chúng ta vui mừng tạ ơn Chúa và cám ơn Đức Thánh Cha vì sự quan tâm và ưu ái của Ngài với Giáo hội và đất nước Việt Nam chúng ta."
Trả lời phỏng vấn America Magazine về tin vinh thăng tước vị Hồng y, Nguyễn Văn Nhơn cho biết ông ngỡ ngàng khi nhận được tin tức này. Theo ông, ông đã đến tuổi hồi hưu và đang chờ đợi quyết định chấp thuận từ Tòa Thánh. Tân Hồng y cho biết ông đón nhận biến cố này vì là con người của Giáo hội Công giáo và trong tinh thần Giáo hội Công giáo. Một ngày sau khi tin tức thăng Hồng y cho Tổng giám mục Nguyễn Văn Nhơn được công bố, Tổng giám mục Tổng giáo phận Thành phố Hồ Chí Minh Phaolô Bùi Văn Đọc, với tư cách Chủ tịch Hội đồng Giám mục Việt Nam đã gửi thư chúc mừng, đại diện Hội đồng giám mục chúc mừng đến tân hồng y.
Trong một cuộc phỏng vấn với đài Chân Lý Á Châu được đăng tải vào ngày 5 tháng 1 năm 2015, Hồng y tân cử Nguyễn Văn Nhơn nhận định về vấn đề quan hệ Việt Nam và Vatican. Ông cho rằng hai phía đã có những nỗ lực rõ ràng nhằm giữ độ hiệu quả cho cuộc đối thoại và cuộc đối thoại cần "sự kiên nhẫn và sự chân thành". Đánh giá chung, Hồng y Nhơn cho rằng cuộc đối thoại trong tình trạng tích cực nhưng con đường đối thoại [giữa Tòa Thánh và Việt Nam] cần thêm thời gian.
Ngày 3 tháng 2 năm 2015, đoàn đại diện Ban Tôn giáo chính phủ Việt Nam do ông Dương Ngọc Tấn, phó trưởng ban đến thăm và chúc Tết tại Tòa tổng giám mục Hà Nội nhân dịp Tết cổ truyền. Tiếp đoàn có Hồng y Phêrô Nguyễn Văn Nhơn và nhiều linh mục của Tổng giáo phận. Nhân dịp này, phái đoàn từ chính quyền cũng gửi lời chúc mừng việc Giáo hoàng đã bổ nhiệm Tổng giám mục Nguyễn Văn Nhơn làm hồng y.

### Nghi lễ trao tước vị và các lễ tạ ơn
Ngày 12 và 13 tháng 2 năm 2015, Giáo hoàng Phanxicô tổ chức gặp gỡ với các tân Hồng y để nhằm chia sẻ với họ những hướng đi và đề nghị cải tổ giáo triều Roma. Lễ nhận mũ và nhẫn Hồng y diễn ra ngày 14 tháng 2 năm 2015, Nguyễn Văn Nhơn chính thức trở thành vị Hồng y người Việt Nam thứ 6. Sau nghi lễ vinh thăng chính thức, thông qua các hình ảnh biểu tượng: nhận mũ, nhẫn hồng y và nhận tên nhà thờ hiệu tòa, tân Hồng y nhận lời mời của Hội Thừa Sai Paris (MEP) và có chuyến đi đến Paris, kéo dài từ ngày 19 đến ngày 24 tháng 2 và chủ tế thánh lễ tạ ơn tại nhà nguyện Épiphanie của MEP vào ngày 22 tháng 2.
Chiều ngày 25 tháng 2, tại Tòa Tổng giám mục Hà Nội, phái đoàn dẫn đầu do Thứ trưởng Bộ Nội vụ, Trưởng ban Tôn giáo Chính phủ Việt Nam Phạm Dũng đã tới chúc mừng Tân Hồng y Phêrô Nguyễn Văn Nhơn, đã được Giáo hoàng Phanxicô phong tước vị Hồng y vào ngày 14 tháng 2 tại Vatican. Đón tiếp có Tổng Giám mục Leopoldo Girelli, Đặc phái viên không thường trú của Tòa thánh Vatican tại Việt Nam cùng một số giám mục Giáo tỉnh Hà Nội và một số linh mục trong Tổng giáo phận. Cùng ngày, thay mặt Thành ủy, Hội đồng Nhân dân, Ủy ban Nhân dân, Ủy ban Mặt trận Tổ quốc thành phố Hà Nội, ông Nguyễn Thế Thảo, Phó Bí thư Thành ủy, Chủ tịch Ủy ban Nhân dân thành phố Hà Nội đã đi thăm, chúc mừng năm mới Tòa Tổng Giám mục Hà Nội, phái đoàn cũng được Hồng y Nhơn đón tiếp.
Sau khi trở về Việt Nam, tân hồng y cử hành nhiều lễ tạ ơn tại nhiều nơi Nhà thờ chính toà Hà Nội (26 tháng 2), Tu viện Thánh Phaolô Thành Chartres tại Thành phố Hồ Chí Minh và Đại chủng viện Thánh Giuse Sài Gòn (28 tháng 2) và Đan viện Cát Minh và Nhà thờ Chính toà Sài Gòn (1 tháng 3).

### Mục vụ trong cương vị Hồng y
Ngày 13 tháng 4 năm 2015, Hồng y Nguyễn Văn Nhơn được Giáo hoàng Phanxicô bổ nhiệm làm thành viên của Bộ Truyền giáo và Hội đồng Toà thánh Công lý – Hòa Bình. Cùng được bổ nhiệm trong dịp này, có 14 tân Hồng y khác Bộ truyền giáo có khoảng 30 hồng y và 8 giám mục thành viên, nhóm đại hội 3 năm một lần, còn Hội đồng Tòa Thánh Công lý và Hòa bình có khoảng 10 hồng y, 8 giám mục và 10 giáo dân thành viên. Nhân dịp 70 năm ngày truyền thống Công an Nhân dân, một phái đoàn đại diện Tòa Tổng giám mục Hà Nội do Hồng y Nguyễn Văn Nhơn dẫn đầu đã đến thăm và chúc mừng Công an Hà Nội. Nhân dịp này, Hồng y Nhơn cũng cảm ơn công an Hà Nội đã hỗ trợ đảm bảo an ninh cho các sinh hoạt tôn giáo.
Từ ngày 30 tháng 11 đến ngày 3 tháng 12 năm 2015, Hồng y Nhơn cùng với Tổng giám mục Phaolô Bùi Văn Đọc có chuyến công du Vatican nhằm tham gia phiên họp Đại hội Bộ truyền giáo lần thứ 19 với tư cách thành viên. Ngày 4 tháng 12, các thành viên Bộ tiếp kiến giáo hoàng. Chính vì đang công tác, Hồng y Nguyễn Văn Nhơn không tham dự lễ tấn phong Tân giám mục Giáo phận Kon Tum Aloisiô Nguyễn Hùng Vị. Ngày 6 tháng 12 năm 2015, lễ nhận nhà thờ tước hiệu của Hồng y Nguyễn Văn Nhơn diễn ra tại Nhà thờ San Tommaso Apostolo (Thánh Tôma Tông đồ). Đây là một giáo xứ cách trung tâm Roma khoảng 30 km, thành lập khoảng năm 1975 và nhà thờ khánh thành năm 2013. Trong phạm vi tôn giáo của giáo xứ có 20.000 dân cư thuộc hơn 6.000 gia đình. Lễ nhận nhà thờ hiệu tòa của Hồng y Nhơn được cử hành gần giờ trưa. Tiếp đón hồng y Việt Nam có linh mục chánh xứ Stefano Bianchini, hai linh mục phó, giáo dân và các học sinh. Đồng tế có Tổng giám mục Tổng giáo phận Thành phố Hồ Chí Minh Phaolô Bùi Văn Đọc, Chủ tịch Hội đồng Giám mục Việt Nam và khoảng 50 linh mục tu sĩ Việt Nam. Ngày 11 tháng 12 năm 2015, Hồng y Nhơn tham dự lễ Tấn phong Tân giám mục chính tòa Giáo phận Vĩnh Long Phêrô Huỳnh Văn Hai do Tổng giám mục Tổng giáo phận Thành phố Hồ Chí Minh Phaolô Bùi Văn Đọc chủ tế.
Tháng 1 năm 2016, Hồng y Reinhard Marx, Chủ tịch Hội đồng Giám mục Đức đến thăm Giáo hội Công giáo Rôma tại Việt Nam và ông này đã chủ sự Thánh lễ đại triều tại Nhà thờ chính tòa Hà Nội, đồng tế với ông có đương kim Hồng y – Tổng giám mục Hà Nội Nguyễn Văn Nhơn và vị phụ tá của giáo phận này Lôrensô Chu Văn Minh, cùng các Giám mục Gioan Maria Vũ Tất – Giám mục chính tòa Giáo phận Hưng Hoá, Giuse Đặng Đức Ngân – Giám mục chính tòa Giáo phận Lạng Sơn và Cao Bằng, Tôma Vũ Đình Hiệu – Giám mục chính tòa Giáo phận Bùi Chu và Giám mục Giuse Nguyễn Năng – Giám mục chính tòa Giáo phận Phát Diệm.
Tháng 1 năm 2018, phái đoàn Tòa Thánh sang thăm Việt Nam và làm việc với chính quyền. Trong nội dung thảo luận có đề cập đến việc chọn Tổng giám mục kế vị Hồng y Nguyễn Văn Nhơn khi hồng y này bước sang tuổi 80 vào đầu tháng 4 năm 2018. Phái đoàn cũng thảo luận về việc chọn giám mục mới cho hai giáo phận khác đang trống tòa là Giáo phận Phan Thiết và Giáo phận Thanh Hóa và Đặc phái viên kế vị Tổng giám mục Leopoldo Girelli.
Ngày 1 tháng 4 năm 2018, Hồng y Nguyễn Văn Nhơn tròn 80 tuổi, do đó mất đi quyền bầu chọn giáo hoàng thông qua tham dự Mật nghị Hồng y.
Trong kỳ Hội nghị thường niên lần II của Hội đồng Giám mục Việt Nam được tổ chức tại Giáo phận Mỹ Tho, ngày 27 tháng 9 năm 2018, Hồng y Nguyễn Văn Nhơn và Giám mục Giáo phận Phát Diệm Giuse Nguyễn Năng cùng Tổng giám mục Đại diện Tòa Thánh không thường trú tại Việt Nam Marek Zalewski đến viếng cố Chủ tịch nước Cộng hòa Xã hội Chủ nghĩa Việt Nam Trần Đại Quang tại Nhà tang lễ Quốc gia ở Hà Nội.
Ngày 17 tháng 11 năm 2018, Tòa Thánh chấp thuận đơn xin từ nhiệm của Hồng y Nguyễn Văn Nhơn vì lý do tuổi tác, đồng thời chọn Giám mục Giáo phận Hải Phòng Giuse Vũ Văn Thiên làm Tổng giám mục Hà Nội. Ngày 3 tháng 12 năm 2018, Hồng y Nhơn cử hành lễ kỷ niệm 27 năm tấn phong Giám mục, đồng thời cũng là lễ chia tay Tổng giáo phận.

### Hưu dưỡng
Trong lễ chấm dứt sứ vụ tại Tổng giáo phận Hà Nội, Hồng y Nguyễn Văn Nhơn cho biết ông sẽ hưu dưỡng theo 5 tiêu chuẩn: Khổ chế, cầu nguyện, khiêm nhường, đọc sách, và tham gia một chút vào việc phụng vụ.
Trong buổi lễ nhận Tổng giáo phận Hà Nội của Tổng giám mục Kế vị Giuse Vũ Văn Thiên, Tổng giám mục Giuse Nguyễn Chí Linh, Chủ tịch Hội đồng Giám mục Việt Nam đã có lời nhận xét về thời kỳ quản nhiệm của Hồng y Nhơn: Đức Hồng y về nhận Giáo phận Hà Nội ngày 13 tháng 5 năm 2010 trong một bối cảnh được cho rất hỗn loạn và phức tạp, nhiều người lúc đó đã dự đoán rằng nhiệm kỳ Tổng giám mục của Đức Hồng y sẽ là một nhiệm kỳ có nhiều gió chướng và mây đen. Nhưng thời gian qua đi đã chứng minh rằng những nhạy cảm dằn vặt ban đầu đã trôi vào dĩ vãng, dần dà nhường chỗ cho một Tổng giáo phận Hà Nội tuy có phần tĩnh lặng nhưng mãi đến nay vẫn rất yên hàn [..]. Sứ mệnh của Đức Hồng y giờ đây đã hoàn tất, nhiều người nghĩ rằng sau hồi chuông mãn nhiệm [...] Ngài hạ cánh an toàn và lên đường trở về Đà Lạt, [...] Đức Hồng y không về nghỉ hưu tại Đà Lạt, Đức hồng y đã công khai tuyên bố Ngài sẽ ở lại Hà Nội...Vậy là cuối cùng mọi người đã khám phá được tấm lòng sâu đậm của Đức Hồng y dành cho con cái Hà Nội.

## Đánh giá
Nhận định về việc Giám mục Nguyễn Văn Nhơn được bổ nhiệm làm Tổng giám mục Phó, trả lời phỏng vấn của RFI, Tổng giám mục Hà Nội Giuse Ngô Quang Kiệt nhận định:
| “ | "Giám mục Phêrô Nguyễn Văn Nhơn, đương kim Chủ tịch Hội đồng Giám mục Việt Nam là bậc đáng kính, hoàn toàn xứng đáng với nhiệm vụ Tổng Giám mục". | ” |

Trong lễ giới thiệu Tân Tổng giám mục Phó Nguyễn Văn Nhơn với cộng đoàn Tổng giáo phận Hà Nội năm 2010, Tổng giám mục Kiệt lại một lần nữa khẳng định: 
| “ | Được có ngài làm Phó đó là niềm vinh dự cho cá nhân tôi. | ” |

Trong lễ kết thúc sứ vụ cai quản Tổng giáo phận Hà Nội, Giám mục phụ tá Lôrensô Chu Văn Minh đưa ra nhận định:
| “ | Ngài là một vị lãnh đạo có bản lĩnh kiên trung, người thầy đức tin trung thành. Ngài đã hoàn thành trách nhiệm của mình một cách giản dị, âm thầm. Điều nổi nhất nơi ngài là lòng nhân hậu. Ai ở gần ngài đều nhận thấy nơi ngài là người từ ái, khoan dung, không lên án những kẻ yếu đuối về thể lý cũng như tinh thần. Ngài không nỡ tắt tim đèn còn khói, bẻ gãy cây sậy đã dập. | ” |

## Tông truyền
Hồng y – Tổng giám mục Phêrô Nguyễn Văn Nhơn được tấn phong năm 1991, dưới thời Giáo hoàng Gioan Phaolô II, bởi:
- Giám mục Chủ phong: Giám mục chính tòa Giáo phận Đà Lạt Bartôlômêô Nguyễn Sơn Lâm.
- Hai giám mục Phụ phong: Giám mục Phaolô Nguyễn Văn Hòa, giám mục chính tòa Giáo phận Nha Trang và giám mục Nicôla Huỳnh Văn Nghi, giám mục chính tòa Giáo phận Phan Thiết.

Hồng y – Tổng giám mục Phêrô Nguyễn Văn Nhơn là giám mục Chủ phong giám mục cho các giám mục:
- Năm 2008, giám mục Cosma Hoàng Văn Đạt, hiện là nguyên giám mục chính tòa Giáo phận Bắc Ninh.
- Năm 2010, giám mục Mátthêu Nguyễn Văn Khôi, hiện đang là giám mục chính tòa Giáo phận Quy Nhơn.

Hồng y – Tổng giám mục Phêrô Nguyễn Văn Nhơn là giám mục Phụ phong cho các giám mục:
- Năm 1997, giám mục Phêrô Nguyễn Văn Nho, cố giám mục Phó Giáo phận Nha Trang.
- Năm 1999, giám mục Phaolô Bùi Văn Đọc, cố Tổng giám mục Tổng giáo phận Thành phố Hồ Chí Minh.
- Năm 2001, giám mục Phaolô Nguyễn Thanh Hoan, cố giám mục chính tòa Giáo phận Phan Thiết.
- Năm 2005, giám mục Giuse Võ Đức Minh, hiện là nguyên giám mục chính tòa Giáo phận Nha Trang.

Dưới đây là sơ đồ tính Tông truyền từ giám mục Việt Nam đầu tiên được giám mục ngoại quốc chủ phong cho đến đời Hồng y Nguyễn Văn Nhơn.